# Tony Deppen
Anthony Deppen es un luchador profesional estadounidense más conocido como Tony Deppen quien actualmente trabaja en Ring of Honor (ROH). A lo largo de su carrera. Deppen es conocido por sus apariciones en las empresas de Chikara, Combat Zone Wrestling y Game Changer Wrestling.
Entre sus logros, Deppen ha sido una vez Campeón Mundial Televisivo de ROH.

## Carrera

### Combat Zone Wrestling (2016-2017)
Deppen trabajó para Combat Zone Wrestling durante un breve período de tiempo, haciendo su primera aparición en CZW Down With The Sickness 2016 el 10 de septiembre, donde anotó una victoria contra Anthony Henry, Ryan Taylor y Joey Lynch. Un mes después, en CZW Tangled Web 9, un programa que tuvo lugar el 8 de octubre de 2016, desafió sin éxito a Joey Janela por el CZW Wired Championship. Deppen continuó compitiendo en los PPV de CZW como CZW Cage of Death 18 desde el 10 de diciembre de 2016, donde se quedó corto frente a Dave Crist, AR Fox, Zachary Wentz, Tim Donst, Alexander James y Jimmy Lloyd. En CZW Best of the Best 16 el 1 de abril de 2017, participó en un combate de ocho hombres con la máxima oportunidad, quedando corto ante Rickey Shane Page que derrotó a Ace Austin, Alexander James, Caleb Konley, Ethan Case, Flip Gordon y Mascarita Dorada.

### Game Changer Wrestling (2016-2019)
Deppen también trabaja actualmente para Game Changer Wrestling. En GCW Worst Behavior el 28 de octubre de 2017, derrotó a Eli Everfly, Smiley y Zenshi en un combate a cuatro bandas para ganar el Campeonato Extremo de GCW. Participó en el Joey Janela's Spring Break, un evento creado y promovido por Joey Janela el 6 de abril de 2018, donde se enfrentó sin éxito a Eli Everfly, DJ Z, Gringo Loco, Kyle The Beast y Teddy Hart. En Joey Janela's Spring Break 3, Deppen participó en una batalla real de 72 hombres que también involucró a otras superestrellas populares como A-Kid, Australian Suicide, Homicide, Jake Atlas, JTG, Shad Gaspard, Tracy Smothers y otros. En GCW Crushed Up el 20 de junio de 2019, se enfrentó sin éxito a Nick Gage por el Campeonato Mundial de GCW.

### Ring of Honor (2020-presente)
Deppen hizo su debut en Ring Of Honor a partir del 2 de octubre de 2020, en la de primera ronda del torneo Campeonato Puro de ROH en el que se quedó corto ante PJ Black. Continuó haciendo apariciones esporádicas para la empresa, como en ROH Wrestling donde compitió en un dark match contra Dak Draper y Wheeler Yuta.
En Final Battle del 10 de diciembre, derrotó a LSG, Josh Woods y Dak Draper en un combate a cuatro bandas para ganar una oportunidad en el Campeonato Mundial Televisivo de ROH. Más tarde esa noche, desafió sin éxito a Dragon Lee por el título. El 12 de marzo de 2021 en ROH Wrestling, Deppen logró una sorprendente victoria contra Kenny King.  En ROH Wrestling, un programa que se emitió el 1 de mayo de 2021, Deppen derrotó a Tracy Williams para ganar el Campeonato Mundial Televisivo de ROH, aunque se desconoce la fecha exacta en que se llevó a cabo el combate debido a que ROH realizó grabaciones a puerta cerrada en el Centro de Eventos de UMBC desde agosto de 2020, después de reanudar las operaciones luego de una pausa de cinco meses debido a la pandemia de COVID-19.

## Campeonatos y logros
- Chikara
  - Chikara Campeonatos de Parejas (1 vez) – con Travis Huckabee

- DDT Pro-Wrestling
  - Ironman Heavymetalweight Championship (1 vez)

- Game Changer Wrestling
  - GCW Extreme Championship (1 vez)

- On Point Wrestling
  - OPW Heavyweight Championship (1 vez)

- Ring of Honor
  - ROH World Television Championship (1 vez)

- TRUE Wrestling
  - TRUE Championship (1 vez)

- Pro Wrestling Illustrated
  - Situado en el Nº266 en los PWI 500 de 2020[13]